# گیپا
گیپا، گیپه یا دلمه سیرابی از غذاهای ایرانی است که در یزد، کرمان و لرستان و شهرستان فردوس  بیشتر رواج دارد. گیپا خود یک غذای کامل و مقوی است که چربی بسیار کمتری نسبت به سایر قسمت های کله پاچه دارد. وجود پیاز فراوان بوی تند سیرابی را از بین میبرد.
در لغت‌نامه دهخدا آمده است:
گیپا. (اِ) شکنبه ٔ گوسپند که در آن گوشت قیمه و برنج و لپه و جز آن آگنده پزند و خورند و از طعامهای نیکو و لذیذ است . (ناظم الاطباء). طعامی است که در میان یوتلی گوسپند و برنج و گوشت می پزند. (مؤید الفضلا) :
پی گیپا چو او روانه شود
دشمن صدهزار خانه شود.
این غذا در شهرهای استان یزد ازجمله اردکان شهرت فراوانی دارد. و در شکنبه ماش برنج عدس و روغن پیاز پر شده و توسط نخ سر آن را می‌دوزند تا مواد خارج نشود.

## در کشورهای دیگر
این غذا در کشورهای دیگر نیز موجود است. در اسکاتلند غذایی با نام هگیس به عنوان غذای ملی آن سرزمین است که به جای برنج و گوشت و لپه، از دل و جگر گوسفند همراه با پیاز و سیر و سبزیجات استفاده کرده و آن را در شکمبه (سیرابی) گوسفند قرارداده و طبخ می نمایند. البته آنچه که جالب است شباهت بسیار زیاد غذا های دو سرزمین اسکاتلند و ایرلند با کشور ایران است.
1. ↑  سیستم، مدیر. «گشتول - کله گیپا یزد». gashtool.com (به انگلیسی). بایگانی‌شده از اصلی در ۱ ژوئیه ۲۰۲۰. دریافت‌شده در ۲۰۲۰-۰۷-۰۱.
2. 1 2  «طرز تهیه گیپه لرستان یا گیپا کرمان». بایگانی‌شده از اصلی در ۲ ژوئیه ۲۰۲۰. دریافت‌شده در ۲۰۲۰-۰۷-۰۱.